# Rue de la Montagne (Courbevoie)
Pour les articles homonymes, voir Rue de la Montagne.
La rue de la Montagne est une voie de la commune française de Courbevoie.

## Situation et accès
Cette rue est accessible par la gare de Courbevoie.

## Origine du nom

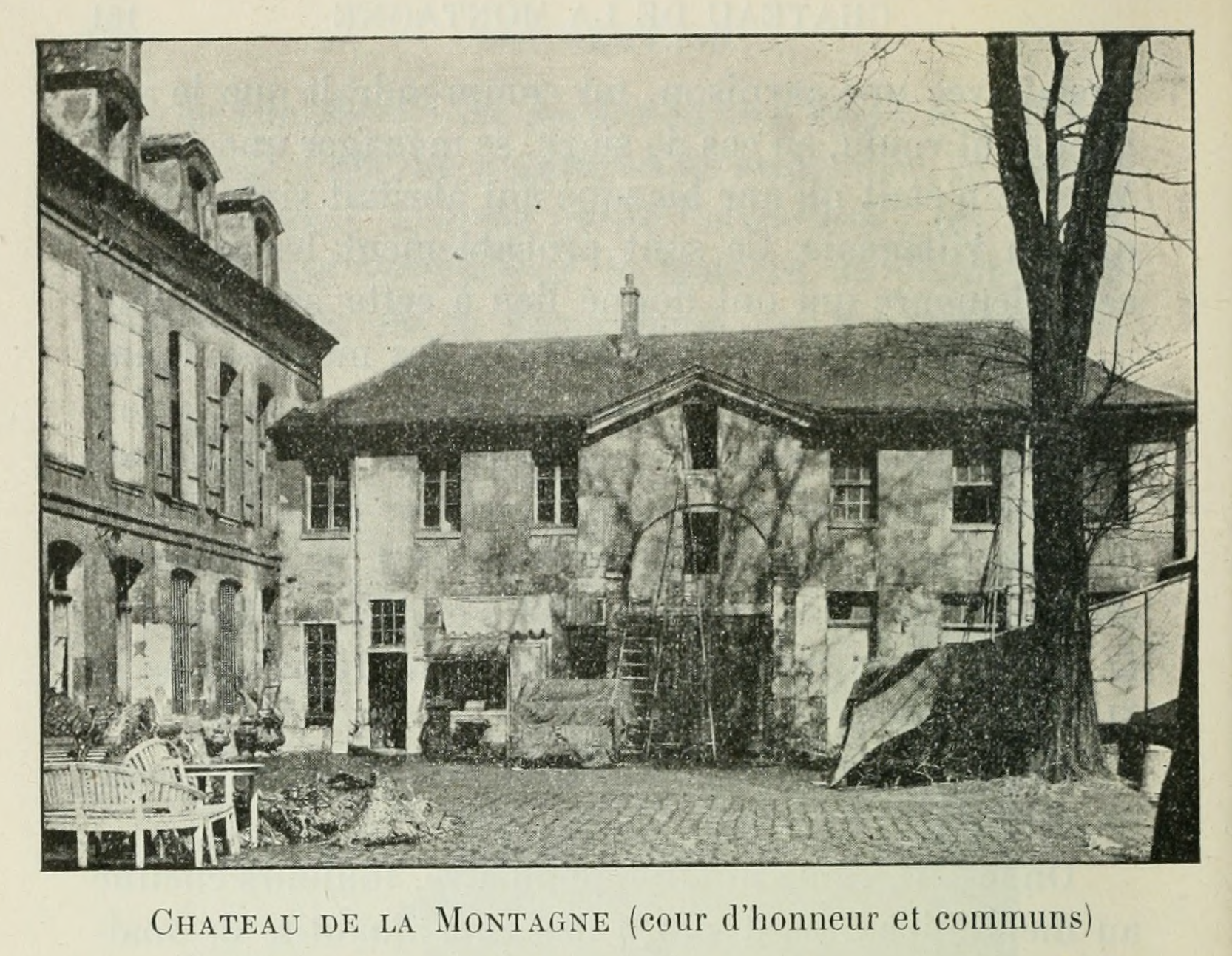
Château de la Montagne, cour d'honneur et communs.

Elle tient son nom de la très forte pente qui lui permet d'accéder aux coteaux de Courbevoie. L'ancien nom complet, Montagne-aux-Moines, pourrait provenir de l'ancien monastère du Saint-Esprit dont l'entrée se trouvait au no 17, boulevard Saint-Denis, dans l'axe de la rue.

## Historique

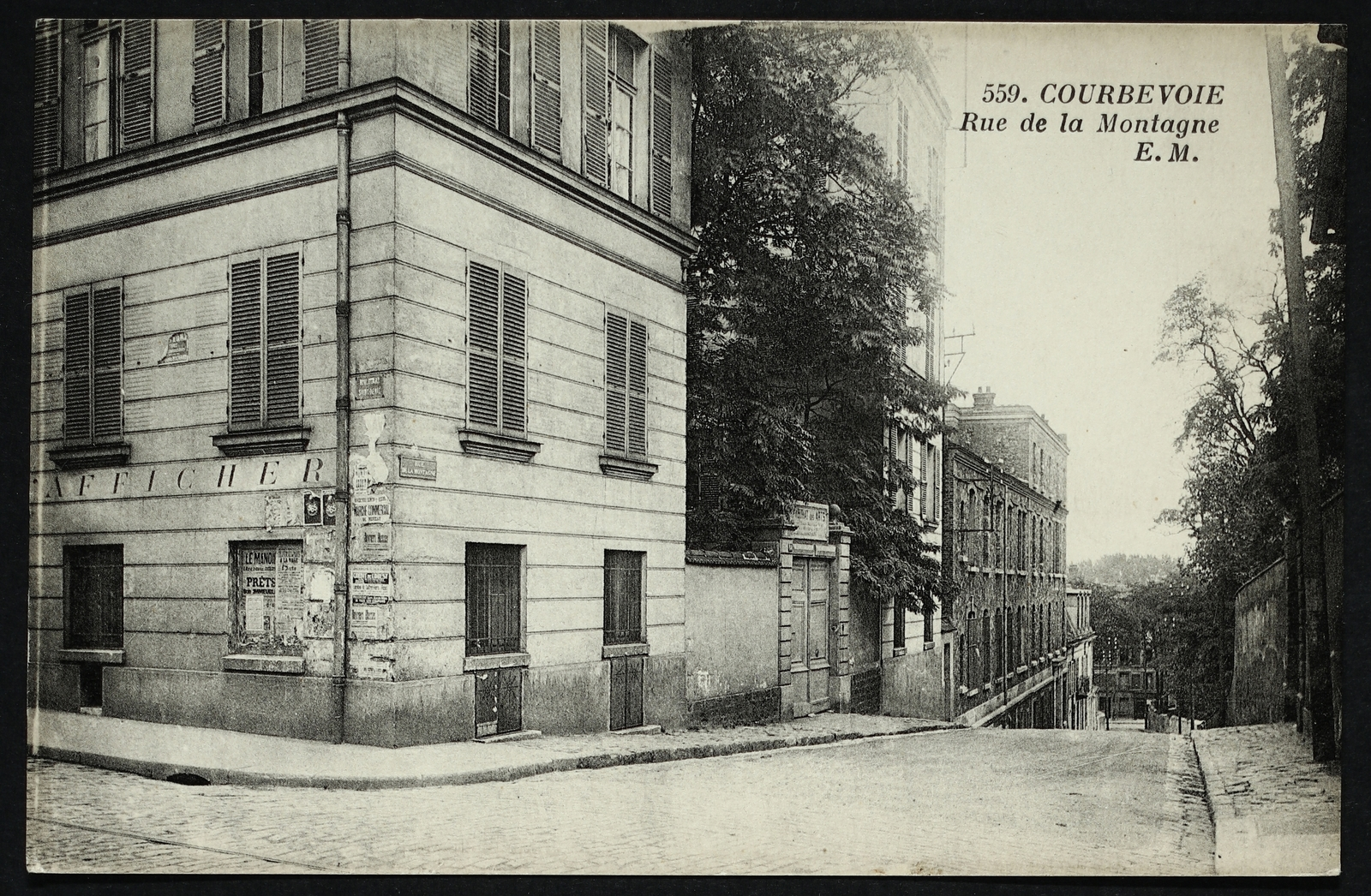
Courbevoie, rue de la Montagne.

Cette voie s'appelait autrefois rue de la Montagne-des-Moines.

## Bâtiments remarquables et lieux de mémoire
- Emplacement du château de la Montagne, dit château de la Belle Gabrielle[3],[4]. Il est toutefois peu probable qu'il ait appartenu à Gabrielle d'Estrées, maîtresse du roi Henri IV. Il aurait en revanche appartenu à un Jean Thévenin, conseiller au Parlement en 1731.

Il s'y trouvait dans la cour intérieure une chapelle construite en 1873 pour une œuvre charitable créée par l'abbé de Villequier, œuvre qui fut déplacée rue de Colombes en 1881
- Au no 14, l'orphelinat des Arts fondé en 1881.
- Le château et la rue ont été photographiés par Eugène Atget au début du XXe siècle[6].